# Sascha Münnich
Sascha Münnich (* 1977 in Braunschweig) ist ein deutscher Soziologe, der an der Europa-Universität Viadrina in Frankfurt (Oder) lehrt.

## Leben
Münnich studierte von 1998 bis 2005 Sozialwissenschaften an der Georg-August-Universität Göttingen. Von 2005 bis 2013 war er zunächst Doktorand in der International Max Planck Research School on the Social and Political Constitution of the Economy (IMPRS-SPCE), danach wissenschaftlicher Mitarbeiter am Max-Planck-Institut für Gesellschaftsforschung in Köln (MPIfG). 2009 promovierte er an der Universität zu Köln mit der Dissertation „Die Entdeckung der Arbeitslosenversicherung. Ideen, Interessen und die Entstehung wohlfahrtsstaatlicher Institutionen“ und der Note Summa cum laude.
In den Jahren 2014/2015 war er John F. Kennedy-Memorial Fellow am Center for European Studies der Harvard University in Cambridge, USA.
Von 2013 bis 2019 lehrte er als Juniorprofessor für Internationale Vergleichende Soziologie an der Georg-August-Universität Göttingen. Am 1. Oktober 2019 übernahm er den Lehrstuhl für Allgemeine Soziologie mit dem Schwerpunkt Soziologische Theorie in Göttingen. Seit dem 1. Oktober 2020 hat Münnich eine Professur für Wirtschaftssoziologie an der Europa-Universität Viadrina in Frankfurt (Oder) inne.
Seine Forschungsschwerpunkte sind Gesellschaftstheorie und Makrosoziologie, Institutionentheorie, politische Soziologie und Sozialpolitik, Wirtschaftssoziologie, vergleichende Politische Ökonomie und Theorie und Geschichte des Kapitalismus.

### Karriere als Künstler
Sascha Münnich ist auch Soul-, Jazz- und Bluessänger. Seit seinem 18. Lebensjahr spielte er in Bands Keyboard und Bass, konzentrierte sich dann auf Gesang. Er spielt häufig in Norddeutschland, vor allem in Hamburg, Hannover, Braunschweig und Göttingen, wo er in den ersten Jahren seines Wegs als Musiker besonders mit dem Club Nörgelbuff verbunden war.
Die mit seiner Musiktätigkeit verbundenen Kontakte zu anderen als rein akademischen Milieus „schärfen den Blick für die Realitäten der Gesellschaft“ und waren dem Soziologen nützlich, die Welt nicht nur aus der Sichtweise als „Wissenschaftler […] unter Wissenschaftlern“ wahrzunehmen.
Sascha Münnich war auch an verschiedenen Theaterprojekten beteiligt, u. a. entwickelte, schrieb und spielte er im Frühjahr 2019 gemeinsam mit Nikolaus Kühn, Jan Philipp Stange und Jakob Engel das Stück "Science and Fiction (Faust II)" am Deutschen Theater in Göttingen. In der Theatersaison 2022/2023 spielte Münnich am Staatstheater Braunschweig im Hip-Hop-Musical „Der Diamantenherzog und das brennende Schloss“ von Christian Eitner und Peter Schanz.

### Privates
Münnich ist geschieden, Vater zweier Söhne und lebt in Hamburg.

## Auszeichnungen
- Wolfgang-Enke-Preis der Sozialwissenschaftlichen Fakultät der Universität Göttingen für herausragende Abschlussarbeiten im Bereich der Sozialpolitik (2006)[6]
- Otto-Hahn-Medaille der Max-Planck-Gesellschaft für eine herausragende Dissertation (2010)[6]
- Karl-Polanyi-Preis der Sektion Wirtschaftssoziologie der Deutschen Gesellschaft für Soziologie (DGS) (2020)[7]

## Schriften (Auswahl)
- Literatur von und über Sascha Münnich im Katalog der Deutschen Nationalbibliothek

- Interessen und Ideen. Die Entstehung der Arbeitslosenversicherung in Deutschland und den USA. Campus-Verlag, Frankfurt am Main 2010, ISBN 978-3-593-39300-1. (Dissertation)
- als Herausgeber mit Patrick Sachweh: Kapitalismus als Lebensform. Deutungsmuster, Legitimation und Kritik in der Marktgesellschaft. Springer VS, Wiesbaden 2017, ISBN 3-658-12915-8. (Konferenzschrift)
- als Herausgeber mit Klaus Kraemer: Ökonomischer Nationalismus. Soziologische Analysen wirtschaftlicher Ordnungen. Campus, Frankfurt am Main 2021.